# Київ (кінотеатр, Київ)
«Київ» — комунальний кінотеатр в центрі Києва, будівля якого передана в оренду приватній компанії. Кінотеатр розташований на вулиці Велика Васильківська, 19.
Ще в 1936 році у Києві запланували збудувати перший двозальний кінотеатр на 1200 місць (проєкт «Форум»). Почате будівництво припинили через Другу світову війну. Кінотеатр «Київ» відкрився 23 листопада 1952 року — будівля у стилі неокласицизму з використанням елементів українського декоративного мистецтва від архітекторів Олексія Тація та Василя Онащенка. 
Завдяки новим рішенням «Київ» став одним із зразкових кінотеатрів країни.
З 2000 року в кінотеатрі почався перший за п'ятдесят років капітальний ремонт. Кінотеатр було повністю реконструйовано.
22 березня 2002 року поновилися кінопокази в «Червоному залі» після його реконструкції (290 місць).
17 січня 2003 року відкрився оновлений «Синій зал» (328 місць). Сьогодні кінотеатр пропонує киянам і гостям столиці новинки світового кіно.
Зали оснащені по найсучасніших технологіях:
- цифрове оснащення Dolby Digital EX — система звуку, яка створює «ефект присутності». Завдяки цій системі найтонші нюанси звуку і спецефекти приголомшують своєю реальністю;
- у «Синьому залі» додано тиловий канал;
- новий перламутровий екран англійського виробництва, здатний відображувати контрастність;
- зручні італійські крісла з підлокітниками і підставками для поп-корну і напоїв;
- відстань між рядами збільшена до 110 см;
- встановлено кондиціонування приміщень і залів.

Зараз в кінотеатрі три зали: «Червоний», «Синій» та «Сінематека» (97 місць, 11 рядів).
У 2019 році закінчився термін оренди кінотеатру з ТОВ "Культурний центр «Кінотеатр Київ», декілька фірм оголосили про свою зацікавленість орендувати його на наступні 10 років.
15 квітня 2019 року українська кіномережа Cinema City, власниками якої є Борис Фуксман та Олександр Роднянський, виграла аукціон на оренду столичного кінотеатру «Київ», запропонувавши орендну плату в 2 169 253 гривні щомісяця. Термін дії орендної угоди становить 10 років.